# Ницше и его взгляды на женщин
Взгляды Фридриха Ницше относительно женщин ― один из наиболее противоречивых вопросов мировоззрения философа, отношение к которому, по всей видимости, менялось у него на протяжении жизни.

## Публичные оценки и частные
Ида фон Миасковски отмечала в своих мемуарах, опубликованных через семь лет после смерти Ницше, следующее:
В восьмидесятые годы, когда в поздних работах Ницше начали появляться резкие фразы по отношению к женщинам, мой муж иногда в шутку говорил мне не сообщать людям о том, что я состою в дружественных отношениях с Ницше, поскольку этот факт не был бы для меня очень лестным. Но это была просто шутка. Мой муж, как и я, всегда хранили дружеские воспоминания о Ницше […] его поведение именно по отношению к женщинам было настолько тактичным, настолько естественным и дружеским, что даже сейчас, находясь в преклонном возрасте, я не могу рассматривать Ницше как женоненавистника.

## Замечания в своих трудах
Ницше конкретно уделял внимание вопросу о своих взглядах на женщин в разделе VII книги «Человеческое, слишком человеческое». На момент её написания философ, по всей видимости, придерживается высокого мнения о них. Но, учитывая некоторые другие его замечания, его общее отношение к женщинам следует считать противоречивым. Например, в то время как он утверждает, что «совершенная женщина есть более высокий тип человека, чем совершенный мужчина, но и нечто гораздо более редкое», имеет место также и ряд противоречий и тонкостей в его прочих высказываниях в других книгах, которые не так легко поддаются объяснению. Он может как восторгаться, так и презирать женский пол в то или иное время. «То, что внушает к женщине уважение, а довольно часто и страх, — это её натура, которая „натуральнее“ мужской, её истая хищническая, коварная грация, её когти тигрицы под перчаткой, её наивность в эгоизме, её не поддающаяся воспитанию внутренняя дикость, непостижимое, необъятное, неуловимое в её вожделениях и добродетелях» ― так пишет философ в труде под названием «По ту сторону добра и зла».
В его работах встречается и такая оценка женской природы: «какое дело женщине, до истины! Её великое искусство есть ложь. Её главная забота — иллюзия и красота.» (По ту сторону добра и зла). В главе 6 под названием «почему я пишу такие прекрасные книги» в произведении «Ecce Homo» философ утверждает, что наличие «добродетели» у женщины это признак «физиологического вырождения», и что женщины в целом умнее и злее, чем мужчины ― а это, по мнению Ницше, стоит воспринимать в качестве комплимента. Но он продолжает утверждать, что эмансипация женщин и феминистическое движение является лишь ресентиментом некоторых женщин в отношении других женщин, более физически развитых и в лучшей степени способных к деторождению.
Несмотря на тот факт, что сочинения Ницше многими рассматриваются в качестве примера женоненавистничества, другие исследователи, как, например, Энтони Людовичи, настаивают на том, что философ был всего лишь антифеминистом, но не женоненавистником.
«В любви женщины есть несправедливость и слепота ко всему, чего она не любит…. Ещё не способна женщина к дружбе: женщины всё ещё кошки и птицы. Или, в лучшем случае, коровы…» (Так говорил Заратустра).
«И, наконец: женщина! Одна из половин человечества слаба, типично больна, переменчива, непостоянна — женщине потребна сила, чтобы за неё цепляться, — ей потребна и религия слабости, которая учит, что божественно быть слабым, униженным и при этом любить… — или, ещё того чище, она ослабляет сильных, она властвует, когда ей удаётся подчинить сильного… — женщина всегда тайком входила в комплот со всякими упадочными типами, со священниками, против „власть имущих“, „сильных“, против „мужей“» (Воля к власти).
Следует отметить, однако, что «Воля к власти» представляет собой собрание заметок и фрагментов, собранных благодаря его сестре Элизабет Фёрстер-Ницше и его друзьям, а сам Ницше не одобрял им написанное и никогда не публиковал.

## Возможное влияние Аристотеля
Исследователи трудов Аристотеля проводили сравнения между взглядами Аристотеля и Ницше на женщин. Они утверждали, что вполне возможно, что Ницше заимствовал многое из политической философии древнегреческого мыслителя.

## Ницше и феминизм
Такие мыслительницы, как Келли Оливер и Мерилин Пирселл, выдвигали предположение о том, что философию Ницше нельзя понять или проанализировать, не беря во внимание его высказывания о женщинах. Они выдвигают предположение о том, что работы Ницше оказались основой некоторых феминистских теорий и делают в итоге следующий вывод: «в то время как Ницше бросает вызов традиционным иерархиям между умом и телом, разумным и иррациональным, природой и культурой, истиной и вымыслом ― тем иерархиям, которые унижали и исключали женщин из общественной жизни, его высказывания о женщинах и использование им женских и материнских метафор ставят в тупик попытки некоторых провозгласить Ницше поборником феминизма или достоинства женского пола.»

## Отношения с Лу Саломе
Лу Саломе, которая была очень близко знакома с Ницше, утверждала, что он однажды сделал ей предложение руки и сердца (от которого она, по её же словам, отказалась). Она также говорила о том, что в «духовной природе» Ницше было нечто женственное. Сам философ считал природу гения женственной.

## Женоненавистничество
Фрэнсис Несбитт Оппель интерпретирует отношение Ницше к женщинам в рамках риторической стратегии. 
…Явное женоненавистничество Ницше является частью его общей стратегии: он желал продемонстрировать, что наше отношение к полу и гендеру определяется нашей культурой, которая нередко подрывают собственный потенциал как личности и вида, и которая может быть изменена. То, что выглядит как женоненавистничество, может быть понято как часть более широкой стратегии, согласно которой «женщина-как-таковая» (универсальная сущность женщины с вневременными чертами характера) показывается как продукт мужского желания, социальный конструкт.

## Образец для прочих людей
Некоторые признают, что Ницше допускал спорные с феминистической точки зрения замечания в силу своей сознательно субъективной позиции. Можно предположить, что его одиозные высказывания могли быть его личным мнением, которое он не представлял в качестве образца для подражания. Корнелия Клингер отмечает в своей книге «Континентальная философия с феминистской точки зрения» следующее: «Ницше, как и Шопенгауэр, был выдающимся ненавистником женщин, но, по крайней мере, его дикие высказывания о женщине как таковой он признаёт относительными». Вот одно из собственных высказываний философа, которое цитируется в поддержку этого утверждения:
 При каждой кардинальной проблеме что-то неизменное говорит: «это я»; скажем, в теме мужчины и женщины мыслитель не может переучиться, а может только выучиться, — только раскрыть до конца то, что в нём на сей счет «твердо установлено». Порою мы находим известные решения проблем, которые именно нам внушают сильную веру; может быть, с этих пор мы начинаем называть их своими «убеждениями». Позже — мы видим в них только следы нашего движения к самопознанию, только путевые столбы, ведущие к проблеме, которую представляем собою мы, — вернее, к великой глупости, которую мы представляем собою, к нашему духовному фатуму, к тому не поддающемуся обучению элементу, который лежит там, «в самом низу». — В виду той изрядной учтивости, какую я только что проявил по отношению к самому себе, мне, может быть, скорее будет дозволено высказать некоторые истины о «женщине самой по себе»: допустив, что теперь уже наперед известно, насколько это именно только — мои истины.

Бабет Бабаич предлагала иной комментарий вышеизложенной цитаты и признавала что «хотя Ницше великодушно спасает своих комментаторов от труда интерпретирования, проблема возникает именно из-за природы того, что он продолжает называть своими собственными истинами». Но вместо того, чтобы сосредоточиться на предполагаемом женоненавистничестве, она выдвигает следующее мнение:
Гораздо большее внимание […] должно быть уделено всему тому, что Ницше пишет о женщине. Этот вопрос представляет собой не просто психологическую оценку личности философа, не просто выражение его собственного женоненавистничества: ницшеанское философское выражение природы женщины отражает и повторяет возможность подтверждения или отрицания иллюзии. Это и есть ницшеанское понимание истины, и в этом смысле Ницше сумел воспользоваться своей мизогинией, чтобы скопировать платоническую метафору как таковую.

## Женщины как источник всей глупости и неразумия в мире
Леонард Лолор и Зейнеп Дирек отмечают, что «то, что Ницше говорит и повторяет с истеричной настойчивостью ― это то, что женщина является источником всей глупости и неразумия. Она представляет собой фигуру сирены, которая заманивает мужчину-философа и сворачивает его с назначенного ему пути в поиске истины».